# راسمة (حاسوب)

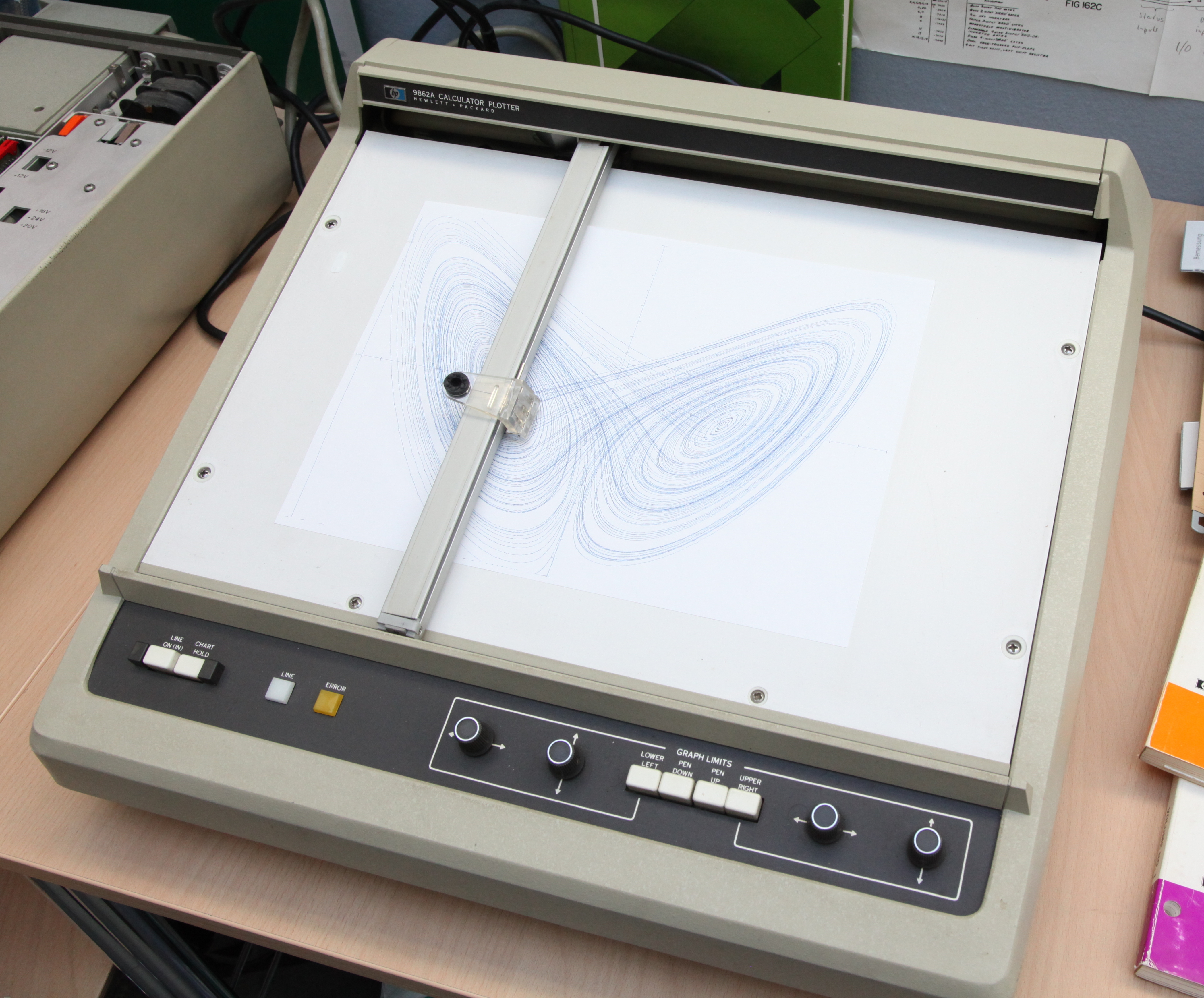
Hewlett-Packard 9862A آلة حاسبة وراسمة

الراسمة أو الراسم plotter هي آلة تُنتج رسوميات شعاعية. حيث تقوم الراسمة برسم خطوط على الورق باستخدام القلم، أو في بعض التطبيقات باستخدم سكينا لقطع مادة مثل الفينيل أو الجلد، وفي هذه الحالة الأخيرة، تعرف أحيانا باسم راسمة القطع cutting plotter.
في الماضي، جرى استخدام الراسمات في تطبيقات مثل التصميم بمساعدة الحاسوب، حيث كانت قادرة على إنتاج رسومات خطية أسرع بكثير وجودة أعلى من الطابعات التقليدية المعاصرة. غالبًا ما كانت الراسمات المكتبية الأصغر تستخدم لرسومات الأعمال. استحوذت الطابعات ذات الإمكانات الرسومية على بعض السوق بحلول أوائل الثمانينيات، وأدى إدخال طابعات الليزر في منتصف الثمانينيات إلى إلغاء استخدام الراسمات في معظم الأحيان.
احتفظت الراسمة بمكانة خاصة في إنتاج الرسومات الكبيرة جدًا لسنوات عديدة، ولكن جرى استبدالها الآن إلى حد كبير بالطابعات التقليدية ذات العريضة. لا تزال راسمات القطع تُستخدم في عدد من الصناعات.

## ملخص
تطورت الراسمات التي يجري التحكم فيها رقميًا من راسمات XY التناظرية التي تُستخدم كأجهزة إخراج لأجهزة القياس وأجهزة الحاسوب التناظرية.
تطبع راسمات القلم عن طريق تحريك قلم أو أداة أخرى عبر سطح قطعة من الورق. هذا يعني أن الراسمات هي أجهزة رسومات شعاعية، وليست رسومات نقطية كما هو الحال مع الطابعات الأخرى. يمكن لراسمات القلم رسم رسومات معقدة، بما في ذلك النص الكتابي، لكنها تقوم بذلك ببطء بسبب الحركة الميكانيكية للأقلام. غالبًا ما تكون الراسمات غير قادرة على إنشاء منطقة متصلة من اللون بكفاءة، ولكن يمكنها تظليل منطقة عن طريق رسم عدد من الخطوط القريبة والمنتظمة.
يُعد استخدام الراسمة هو الطريقة الأسرع لإنتاج رسومات كبيرة جدًا بكفاءة أو عمل فني ملون عالي الدقة قائم على الشعاعيات، وذلك عندما كانت ذاكرة الحاسوب باهظة الثمن وكانت طاقة المُعالِج محدودة للغاية، وكانت الأنواع الأخرى من الطابعات ذات قدرات إخراج رسومات محدودة.
لقد أصبحت الراسمات بالقلم قديمة بشكل كبير، وجرى استبدالها بطابعات نفث الحبر كبيرة الحجم وكذلك الطابعات التي تعتمد على مسحوق الحبر LED. قد تستمر هذه الأجهزة التعرف على لغات الشعاعيات المصممة في الأصل لاستخدام الراسمات، لأنها توفر في العديد من الاستخدامات بديلاً أكثر كفاءة للبيانات النقطية raster data.

## الراسمات الكهروستاتيكية
استخدمت الراسمات الكهروستاتيكية عملية نقل مسحوق جاف من الحبر مماثلة لتلك الموجودة في العديد من آلات التصوير. وكان هذا النوع من الراسمات أسرع من الراسمات بالقلم، وكانت متوفرة بأشكال كبيرة ومناسبة لإعادة إنتاج الرسومات الهندسية. لم تكن جودة الصورة في كثير من الأحيان جيدة مثل راسمات الأقلام المعاصرة. صُنعت الراسمات الكهروستاتيكية بنوعيها المسطح والأسطواني. تستخدم الراسمة الكهروستاتيكية البكسل كوسيلة للرسم، مثل جهاز عرض الرسومات النقطية. يتكون رأس الراسمة من عدد كبير من الأقلام الصغيرة tiny styluses (تصل إلى 21760) المضمنة فيه. يمر هذا الرأس فوق عرض الورقة بينما يتدحرج متجاوزًا الرأس لعمل الرسم. قد تكون الدقة المتاحة من 100 إلى 508 نقطة في البوصة. الراسمات الكهروستاتيكية سريعة جدًا مع سرعة رسم تتراوح من 6 إلى 32 مم / ثانية، اعتمادًا على دقة الراسمة.

## راسمات القطع

رسم توضيحي لطبقات الرقائق المرنة والقطع (المستخدمة في طباعة المنسوجات): رقائق الحامل، والطلاء الملون وطبقة التغطية (بما في ذلك الذائب الساخن)

تستخدم راسمات القطع السكاكين لتقطيع قطعة من المواد (مثل الورق أو رقائق مايلر أورقائق الفينيل) التي تقع على سطح مستوٍ داخل الراسمة. تتصل راسمة القطع بجهاز حاسوب، ويكون الحاسوب مجهزًا ببرنامج رسم مخصص لذلك. برامج الحاسوب هي المسؤولة عن إرسال أبعاد القطع أو التصميمات اللازمة من أجل توجيه سكين القطع لإنتاج احتياجات القطع الصحيحة.
في السنوات الأخيرة جرى استخدام راسمات القطع (وتسمى عادة die-cut machines) بصورة شعبية، حتى مع الهواة في المنزل لانتاج حِرَف الورق مثل cardmaking وscrapbooking. تسمح هذه الأدوات بقص أشكال البطاقات والشارات المرغوبة بدقة شديدة وبشكل متكرر.

## التاريخ
تم إنشاء عدد من لغات التحكم في الطابعة لتشغيل الراسمات بالقلم، وإرسال أوامر مثل «ارفع القلم من الورق» "lift pen from paper"، أو «ضع القلم على الورق» "place pen on paper"، أو «ارسم خطًا من هنا إلى هنا» "draw a line from here to here". وهناك ثلاث لغات برمجة شائعة للتحكم في الراسمات القائمة على شفرة الأسكي ASCII هي HP-GL من إنتاج شركة هوليت-باكارد، وتلاها HP-GL/2، وHouston Instruments DMPL. وهذا مثال لنص برمجي وفق HP-GL وهو برنامج بسيط يرسم خطًا:
SP1;
PA500,500;
PD;
PR0,1000;
PU;
SP;
يوجه هذا البرنامج الراسمة، بالترتيب، لأخذ القلم الأول (SP1 = تحديد القلم 1)، ثم للانتقال إلى الإحداثيات X = 500، Y = 500 على الورقة (PA = Plot Absolute)، لخفض القلم إلى الورق (PD = Pen Down)، لتحريك 1000 وحدة في الاتجاه Y (وبالتالي رسم خط عمودي - PR = Plot Relative)، لرفع القلم (PU = Pen Up) وإعادته أخيرًا إلى مكانه.

لا يقوم المبرمجون الذين يستخدمون لغات برمجة مثل فورتران أو بيسيك بكتابة مثل هذا البرامج مباشرة، ولكن عادةً ما تُستخدم حزم البرامج، مثل مكتبة كالكومب، أو جهاز مستقل لحزم الرسومات، مثل مكتبات هيوليت باكارد AGL أو إضافات بيسيك أو الحزم الراقية مثل ديسبلا DISSPLA. حيث تقوم هذه البرمجيات بتحديد معاملات القياس من الإحداثيات المطلوبة إلى إحداثيات الجهاز، وترجمتها إلى أوامر الجهاز ذات المستوى المنخفض. على سبيل المثال، لرسم X*X في لغة بيسيك HP 9830، فإن البرنامج سيكون
```
10
 
SCALE
 
-1
,
1
,
1
,
1

20
 
FOR
 
X
 
=
 
-1
 
to
 
1
 
STEP
 
0.1

30
 
PLOT
 
X
,
 
X
*
X

40
 
NEXT
 
X

50
 
PEN

60
 
END

```

عملت راسمات القلم المبكرة، على سبيل المثال، Calcomp 565 لعام 1959، عن طريق وضع الورق فوق بكرة تحرك الورق ذهابًا وإيابًا في اتجاه X، بينما يتحرك القلم ذهابًا وإيابًا على مسار في اتجاه Y. ويكون الورق في شكل لفات وبه ثقوب على طول كلا الحافتين لتعشيقهما بواسطة أسنان العجلة المسننة على البكرات.
هناك طريقة أخرى، على سبيل المثال تضمن راسمة Interact I استخدام أقلام نقطية بصياغة البانتوجراف وإدارة الآلات بمحركات خطوية يتحكم فيها الحاسوب. كان لهذه الطريقة عيبًا لأنها بطيئًا إلى حد ما في الحركة، بالإضافة إلى أنها تتطلب مساحة أرضية مساوية لحجم الورق. كان التغيير اللاحق هو إضافة ماسك يتم التحكم فيه كهربائيًا لحمل الأقلام، مما سمح بتغييرها، وبالتالي إنشاء إخراج متعدد الألوان.
أنتجت شركات Hewlett Packard وTektronix راسمات صغيرة مسطحة بحجم سطح المكتب في أواخر الستينيات والسبعينيات. وجرى تثبيت الأقلام على قضيب متحرك، حيث جرى تمثيل المحور y بالحركة لأعلى ولأسفل بطول الشريط وتمثيل المحور x بحركة الشريط ذهابًا وإيابًا عبر طاولة الرسم. ولكن نظرًا لكتلة الشريط، عملت هذه الراسمات ببطء نسبيًا.
في الثمانينيات، ظهرت الراسمة HP-7470 الصغيرة وخفيفة الوزن، والتي استخدمت آلية «عجلة الحبيبات grit wheel»، مما يلغي الحاجة إلى تلك الثقوب على طول حواف الورق، على عكس راسمات Calcomp التي كانت موجودة قبل عقدين من الزمن. تقوم عجلات الحبيبات الموجودة على الحواف المعاكسة للضغط على الأسطوانات المرنة المطلية بالبولي يوريثان وتشكل فجوات صغيرة في الصفيحة. أثناء تحريك الصفيحة للخلف وللأمام، تحافظ عجلات الحبيبات على اللوح بسبب سقوط جزيئات الحصى في المسافات البادئة السابقة، تمامًا مثل أسنان التروس المتشابكة. يتم تثبيت القلم على عربة تتحرك ذهابًا وإيابًا في خط بين عجلات الحبيبات، مما يمثل المحور المتعامد. أصبحت هذه الراسمات الأصغر حجمًا شائعة في «الاستخدام المنزلي» وكذلك عمل الرسومات المكتبية وفي المختبرات الهندسية، ولكن سرعتها المنخفضة تعني أنها لم تكن مفيدة لأغراض الطباعة العامة

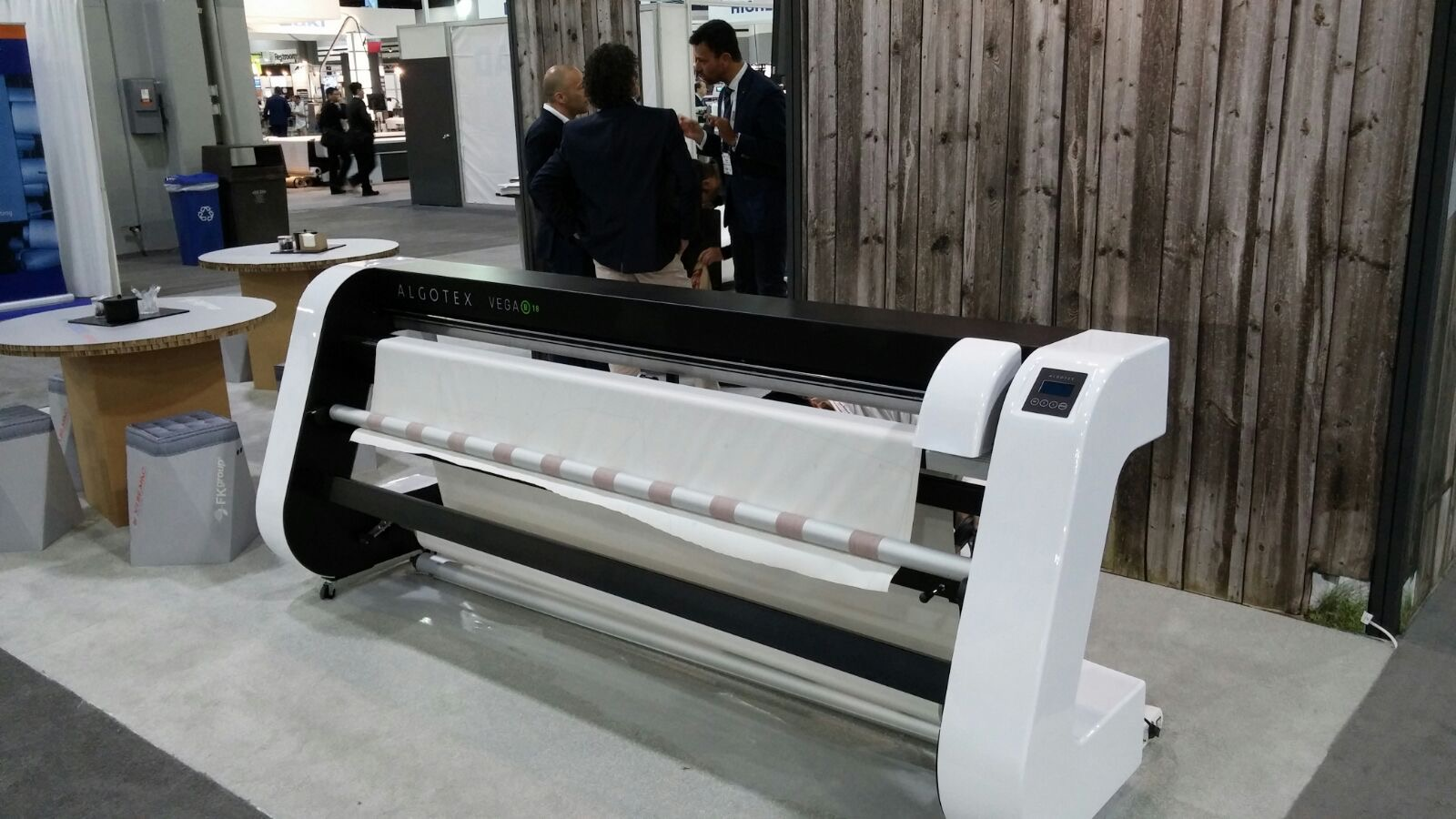
الراسمة النافثة للحبر

تُستخدم الراسمات في المقام الأول في الرسم الفني وتطبيقات CAD، حيث تتمتع بميزة العمل على أحجام ورق كبيرة جدًا مع الحفاظ على دقة عالية. وهناك استخدام آخر لها من خلال استبدال القلم بقاطع، وفي هذا الشكل يمكن استخدام تلك الراسمات في العديد من متاجر الملابس وغيرها من الأماكن.
يتطلب تغيير لون الخط أو عرضه من الراسمة تغيير الأقلام. ويجري ذلك يدويًا في الراسمات الصغيرة، ولكن عادةً ما يكون للراسمة مجموعة من أربعة أقلام أو أكثر يمكن تركيبها تلقائيًا.
يتمثل أحد التطبيقات المتخصصة للراسمات في إنشاء صور عن طريق اللمس للأشخاص المعاقين بصريًا على ورقة حرارية خاصة.
على عكس أنواع الطابعات الأخرى، يتم قياس سرعة الراسمة بالقلم من خلال سرعة القلم ومعدل التسارع، بدلاً من سرعة طباعة الصفحة. سرعة قلم الراسمة محدودة بشكل أساسي بنوع القلم المستخدم، لذا فإن اختيار القلم هو عامل رئيسي في سرعة إخراج راسمة القلم. في الواقع، تمتلك معظم الراسمات القلمية الحديثة أوامر للتحكم في سرعة الدوران، اعتمادًا على نوع القلم المستخدم.

## قطع الفينيل
يُستخدم قاطع الفينيل (المعروف أحيانًا باسم راسمة القطع) لإنشاء ملصقات ولوحات إعلانية وعلامات وشعارات قمصان تي شيرت وتصميمات رسومية أخرى مقاومة للطقس. يمكن أيضًا استخدام الفينيل على هياكل السيارات والنوافذ لإعلانات الشركات الكبيرة وعلى عوارض المراكب الشراعية. وتُستخدم عملية مماثلة لقطع الفينيل الملون لنوافذ السيارات.
تتشابه أدوات قطع الفينيل مع الراسمة التقليدية باستثناء أن قلم الحبر يتم استبداله بسكين حاد للغاية لتحديد كل شكل، وقد يكون هناك تحكم في الضغط لضبط مدى صعوبة ضغط السكين لأسفل في فيلم الفينيل.
تستخدم قواطع الفينيل بشكل أساسي لإنتاج أعمال فنية أحادية اللون. تتطلب تصميمات الألوان المتعددة قطع شرائح منفصلة من الفينيل، ثم تراكبها أثناء التطبيق.

## الاستخدامات المعاصرة لراسمات القلم

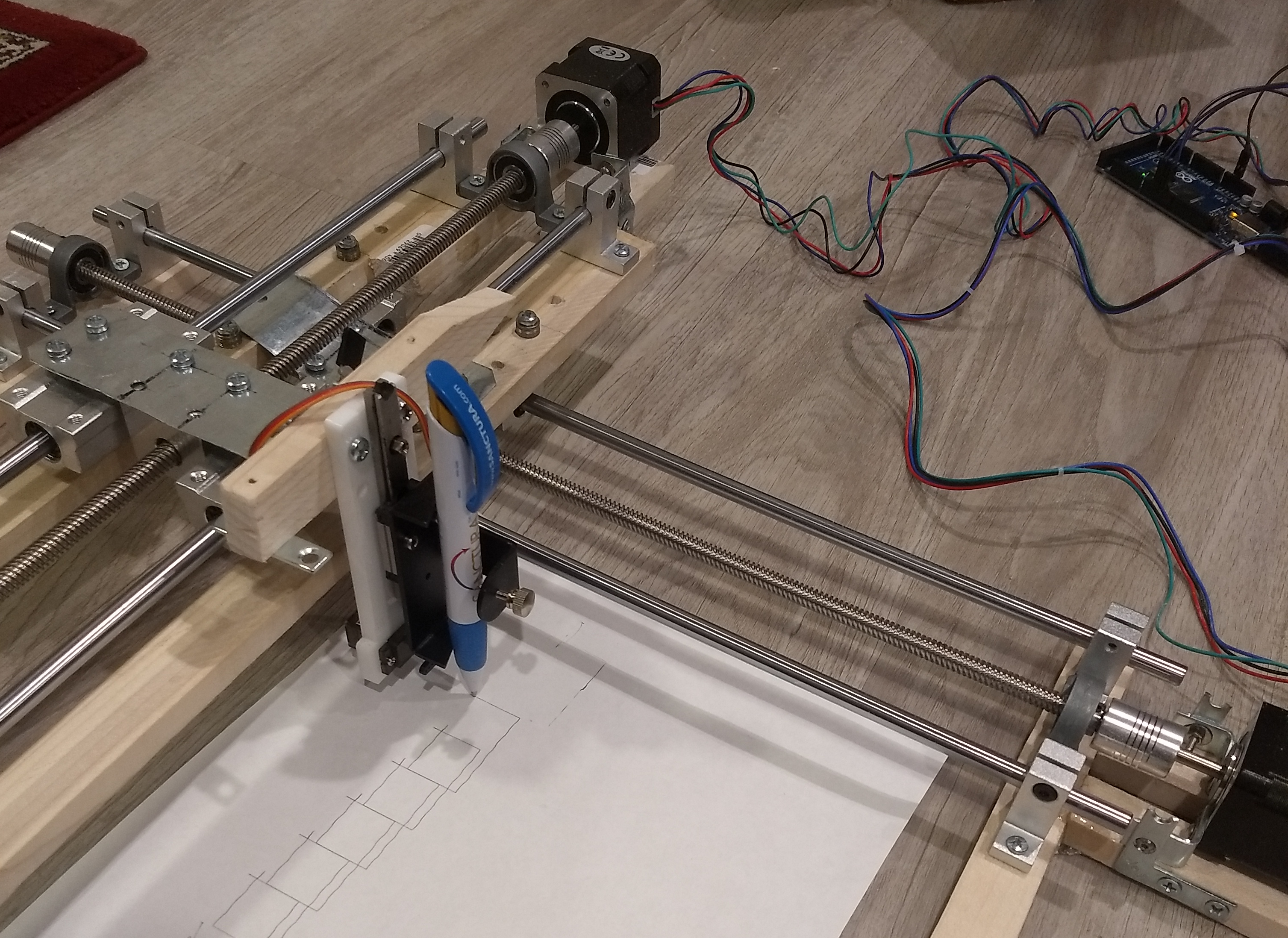
راسمة محلية الصنع باستخدام محركات خطوية وقلم حبر جاف للرسم.

في منتصف إلى أواخر العقد الأول من القرن الحادي والعشرين، بدأ الفنانون في إعادة اكتشاف راسمات القلم كأجهزة إخراج قابلة للتخصيص. تختلف جودة الخطوط التي تنتجها الأقلام على الورق تمامًا عن تقنيات الإخراج الرقمية الأخرى. حتى الراسمات التي تبلغ من العمر 30 عامًا لا تزال تعمل بشكل مناسب، وكان العديد منها متاحًا بأقل من 100 دولار في المزادات ومواقع إعادة البيع. ويمكن تشغيل راسمات HP-GL على أنظمة التشغيل الحديثة.
مع تضاؤل استخدام الراسمات، أصبحت الطابعات كبيرة الحجم التي حلت محلها إلى حد كبير تسمى راسمات أيضًا.